# (26429) Andiwagner
(26429) Andiwagner est un astéroïde de la ceinture principale d'astéroïdes.

## Description
(26429) Andiwagner est un astéroïde de la ceinture principale d'astéroïdes. Il fut découvert le 10 décembre 1999 à Socorro (Nouveau-Mexique) par le projet LINEAR. Il présente une orbite caractérisée par un demi-grand axe de 2,61 UA, une excentricité de 0,12 et une inclinaison de 5,1° par rapport à l'écliptique.

## Compléments